# Chór Czejanda
Chór Czejanda („Corul Czejanda”) este un cvartet vocal masculin fondat de Czesław Januszewski, folosind pseudonimul Czejand. Cvartetul a obținut cea mai mare popularitate în anii 1950.

## Membri
- Jan Rysinski,
- Adam Muszynski,
- Roman Shah,
- Zygmunt Sylwestrowicz.

Corul a acommpaniat artiști polonezi cunoscuți ca Regina Bielska, Janina Godlewska, PAndrzej Bogucki, Mieczysław Fogg, Marta Mirska, Leopold Nowosad și Sława Przybylska.